# 岡山県道・鳥取県道6号津山智頭八東線
岡山県道・鳥取県道6号津山智頭八東線（おかやまけんどう・とっとりけんどう6ごう つやまちづはっとうせん）は、岡山県津山市から鳥取県八頭郡八頭町に至る県道（主要地方道）である。

## 概要
岡山県津山市野村の国道53号交点から鳥取県八頭郡八頭町日田の国道29号交点を結ぶ。

### 路線データ
- 起点：岡山県津山市野村（野村交差点、国道53号交点）
- 終点：鳥取県八頭郡八頭町日田（国道29号交点）
- 通行不能区間：鳥取県八頭郡智頭町八河谷 - 鳥取県八頭郡八頭町佐崎

## 歴史
- 1993年（平成5年）5月11日 - 建設省から、県道津山智頭八東線が津山智頭八東線として主要地方道に指定される[1]。
- 2006年（平成18年）4月26日 - バイパス（智頭病院線）の八頭郡智頭町坂原 - 八頭郡智頭町智頭（智頭町道2138号駅裏線交点）間 (500m) 供用開始。同時に智頭町道2138号駅裏線の智頭町道3194号駅南本線交点 - 岡山県道・鳥取県道6号津山智頭八東線バイパス交点間も供用開始。
- 2010年（平成22年）10月29日 - 鳥取県告示第637号によりバイパス（智頭病院線）全線供用開始[2][3]。
- 2012年（平成24年）5月1日 - 鳥取県告示第331号により、バイパス（智頭病院線）開通により旧道化した部分（八頭郡智頭町坂原 - 八頭郡智頭町智頭（錦橋交差点）間）が智頭町道3704号坂原錦橋線に移行した[4][5]。
- 2017年（平成29年）3月3日 - 「智頭東交差点」を「智頭宿交差点」へ改称[6]。

## 路線状況

### 重複区間
- 国道53号（八頭郡智頭町智頭（あたご橋交差点 - 智頭宿交差点[6]））
- 国道373号（八頭郡智頭町智頭・智頭宿交差点[6] - 八頭郡智頭町郷原・郷原交差点）

## 地理

### 通過する自治体
- 岡山県
  - 津山市
- 鳥取県
  - 八頭郡
    - 智頭町
    - 八頭町

### 交差する道路

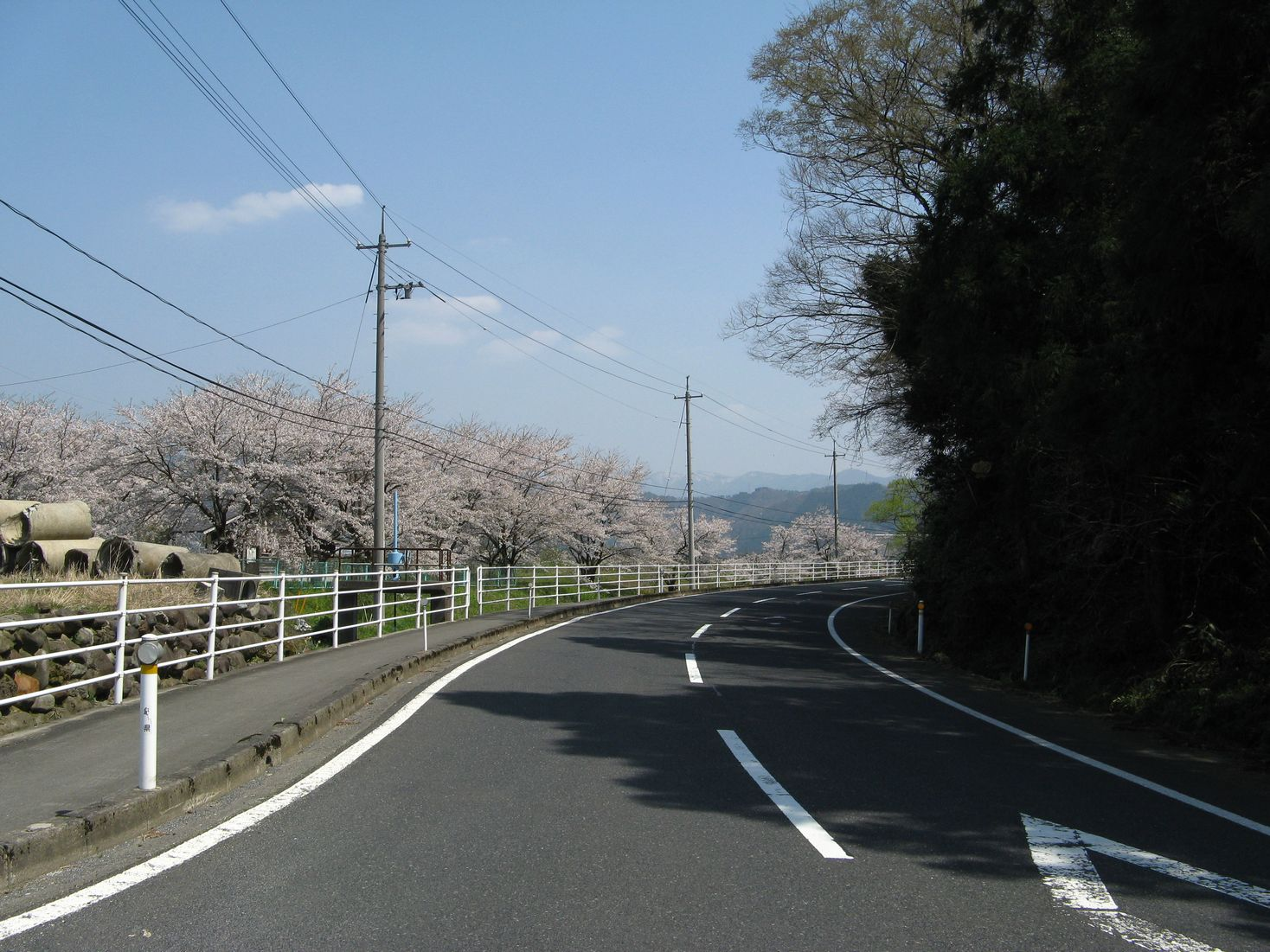
鳥取県八頭町東付近

| 交差する道路                                 | 都道府県名 | 市町村名 | 市町村名 | 交差する場所         | 交差する場所      |
| -------------------------------------------- | ---------- | -------- | -------- | -------------------- | ----------------- |
| 国道53号                                     | 岡山県     | 津山市   | 津山市   | 野村                 | 野村交差点 / 起点 |
| 岡山県道348号堀坂勝北線                      | 岡山県     | 津山市   | 津山市   | 堀坂                 |                   |
| 岡山県道450号三浦勝北線                      | 岡山県     | 津山市   | 津山市   | 三浦                 |                   |
| 岡山県道68号津山加茂線                       | 岡山県     | 津山市   | 津山市   | 加茂町桑原           |                   |
| 岡山県道208号美作河井停車場線                | 岡山県     | 津山市   | 津山市   | 加茂町山下（さんげ） |                   |
| 岡山県道・鳥取県道118号加茂用瀬線            | 岡山県     | 津山市   | 津山市   | 加茂町河井           |                   |
| 鳥取県道295号西宇塚那岐停車場線              | 鳥取県     | 八頭郡   | 智頭町   | 西宇塚               |                   |
| 鳥取県道303号大高下口波多線                  | 鳥取県     | 八頭郡   | 智頭町   | 口宇波               |                   |
| 国道53号 重複区間起点                        | 鳥取県     | 八頭郡   | 智頭町   | 智頭                 | あたご橋交差点    |
| 国道53号 重複区間終点 国道373号 重複区間起点 | 鳥取県     | 八頭郡   | 智頭町   | 智頭                 | 智頭宿交差点      |
| 国道373号 重複区間終点                       | 鳥取県     | 八頭郡   | 智頭町   | 郷原                 | 郷原交差点        |
| 通行不能区間                                 |            |          |          |                      |                   |
| 鳥取県道153号才代船岡線                      | 鳥取県     | 八頭郡   | 八頭町   | 才代（さいたい）     |                   |
| 国道29号 国道482号 重複                      | 鳥取県     | 八頭郡   | 八頭町   | 日田（ひだ）         | 終点              |

### 並行する旧街道
岡山県津山市野村 - 鳥取県八頭郡智頭町智頭
- 備前街道（物見峠越え）

### 主な峠
- 物見峠

### 沿線にある施設など
- 豊乗寺
- 芦津渓谷